# Sommargylling
Sommargylling (Oriolus oriolus) är en fågel i familjen gyllingar. Den är en flyttfågel som häckar från Västpalearktis till östra Sibirien och övervintrar i Afrika och norra Indien. Sommargylling är ensam art i sin familj att häcka i Europa. 

## Utbredning och systematik

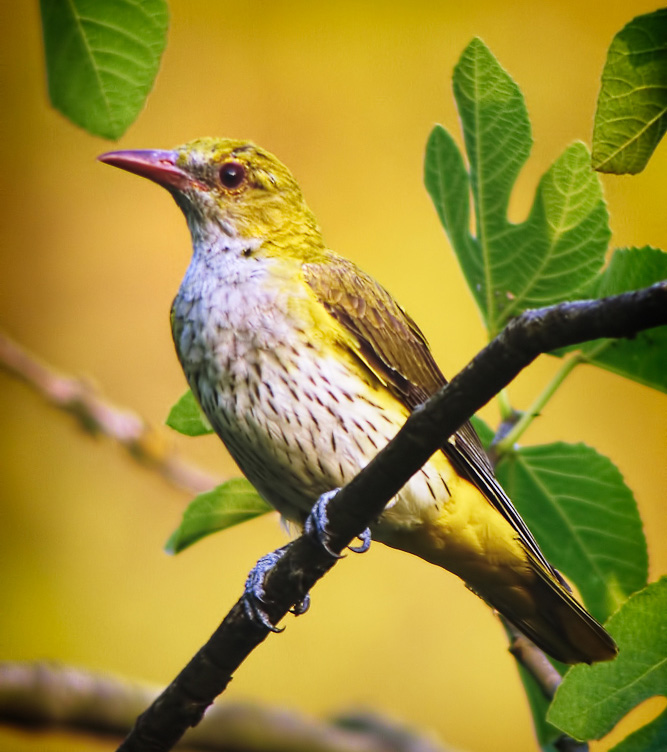
Adult hona eller hane i första sommardräkt.

Sommargyllingen är en flyttfågel som häckar i södra och mellersta Europa, nordvästligaste Afrika i Marocko, och i Asien så långt österut som västra Sibirien. I Ryssland och Finland når den upp till den 60:e breddgraden norrut, i Västeuropa norrut till Östersjön, samt i södra Danmark och Sverige. Den övervintrar i tropiska Afrika och norra Indien. Den delas vanligtvis inte upp i några underarter men tidigare behandlades indisk sommargylling (Oriolus kundoo) som underart. Den senare häckar i västra Sibirien nästan så långt österut som till Bajkalsjön, och på Indiska halvön.

### Förekomst i Sverige
I Sverige utgör de häckande sommargyllingarna en randpopulation. Första kända fyndet av arten gjordes i Ellinge i Skåne, hösten 1825 och första konstaterade häckningen skedde i Yddingen i Skåne 1932. Dock förekommer det uppgifter om att den ska ha häckat i Vimmerby i Kalmartrakten redan kring 1850-talet. Idag häckar den mycket lokalt i endast åtta till 20 områden i östra och sydöstra Skånes kusttrakter, på Revingefältet vid Krankesjön samt på Öland, främst Ottenby lund. Den har tillfälligt konstaterats häcka även i Blekinge, Halland, Småland, Bohuslän, Dalsland och Uppland. Arten har dock observerats i alla Sveriges landskap. Sommargyllingen anländer till Sverige i slutet av maj och flyttar söderut igen i augusti.

## Utseende och läte
Den adulta hanen är i princip omisskännlig med sin kontrastrika svartgula fjäderdräkt och röda näbb. Sommargyllingen blir cirka 24 cm lång och är stor som en koltrast, fast med slankare kropp, kortare stjärt och längre vingar. Den väger 56–79 gram. Hanen har svarta vingar och stjärt med gula spetsar. Vingen har ett gult vingband och stjärtspetsens kanter är gula. I övrigt är den klargul med röd näbb och en mörk tygel. Honan är olivgrön på ryggen och gulare mot övergumpen. Undersidan är smutsvit med bruna längsgående streck, stjärten är mörkgrön till svart och tygeln mindre distinkt. Det går att skilja sommargyllingen från indisk sommargylling då den senares svarta tygel sträcker sig bakom ögat i en liten "kråkspark".
Sången är ett djupt flöjtande få-fly-fii-fio alternativt flå-fli-flio. Den har också ett nötskrikelikt skränande kvä-äääk som utgör varningsläte.

## Ekologi
Sommargyllingen föredrar täta, högstammiga lövskogar av ek och bok, men även tall och fuktig björkskog, helst i anslutning till vatten. Den häckar ofta nära gläntor och skogsbryn i områden med frodig undervegetation. Den är mycket skygg och svår att få syn på på nära håll. Sommargyllingen lever av insekter, främst larver och fjärilar som plockas högt uppe i trädkronor men den äter även skalbaggar, bär och mjuka frukter.

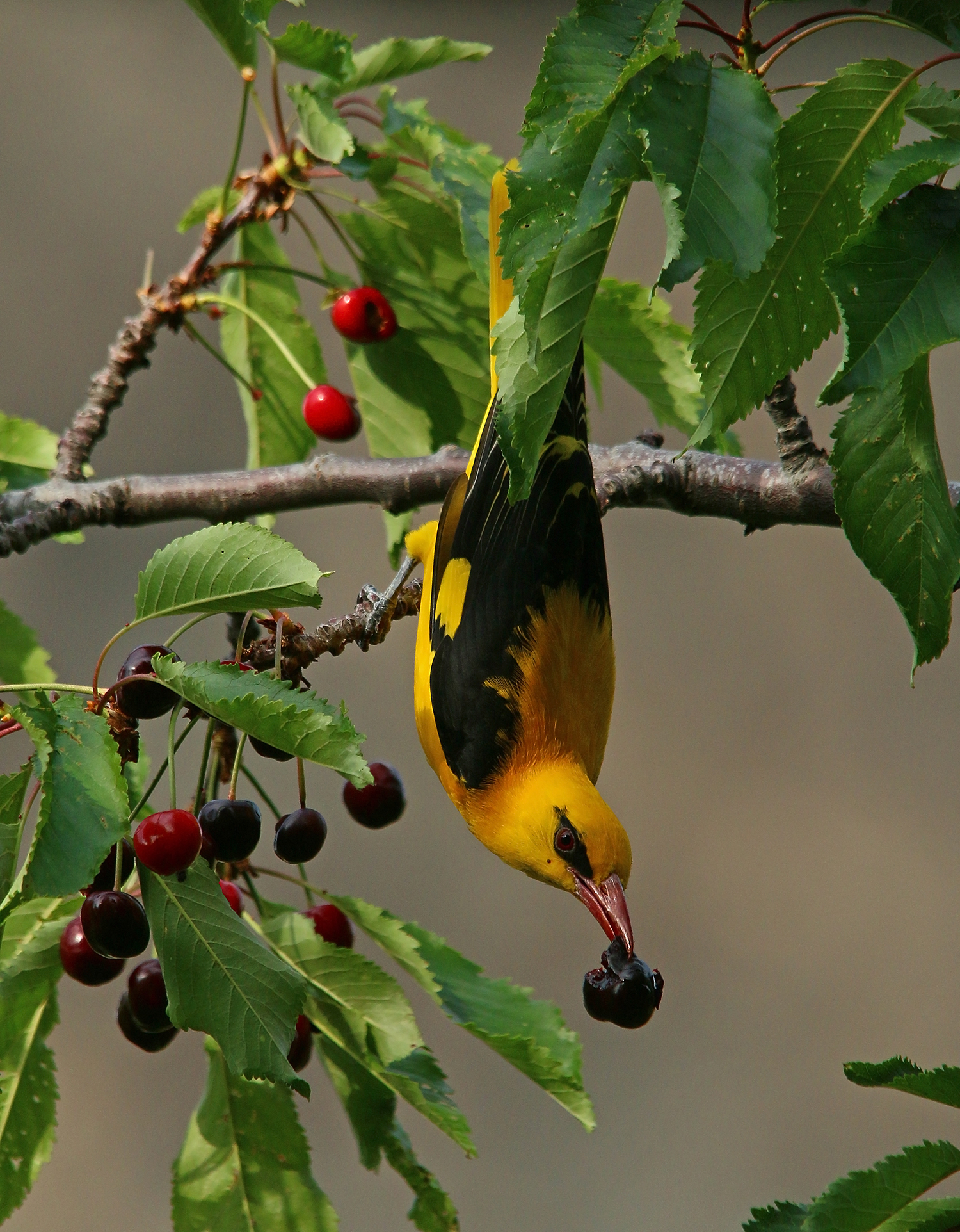
Sommargylling fotograferad i Pakistan.

### Häckning
Sommargyllingens bo är ett komplicerat bygge av sammanflätade fina grässtrån och rötter tillsammans med mossa, ull och annat mjukare material. Boet har formen av en djup korg eller pung och fästs med bast, ull eller gräs i en grenklyka i ett träd eller en buske. Utvändigt är det beklätt med lavar eller tunn näver. Den lägger vanligtvis tre till fem ägg som ruvas i 14–15 dagar. Ungarna följer sedan sina föräldrar fram till slutet av juli och början av augusti.

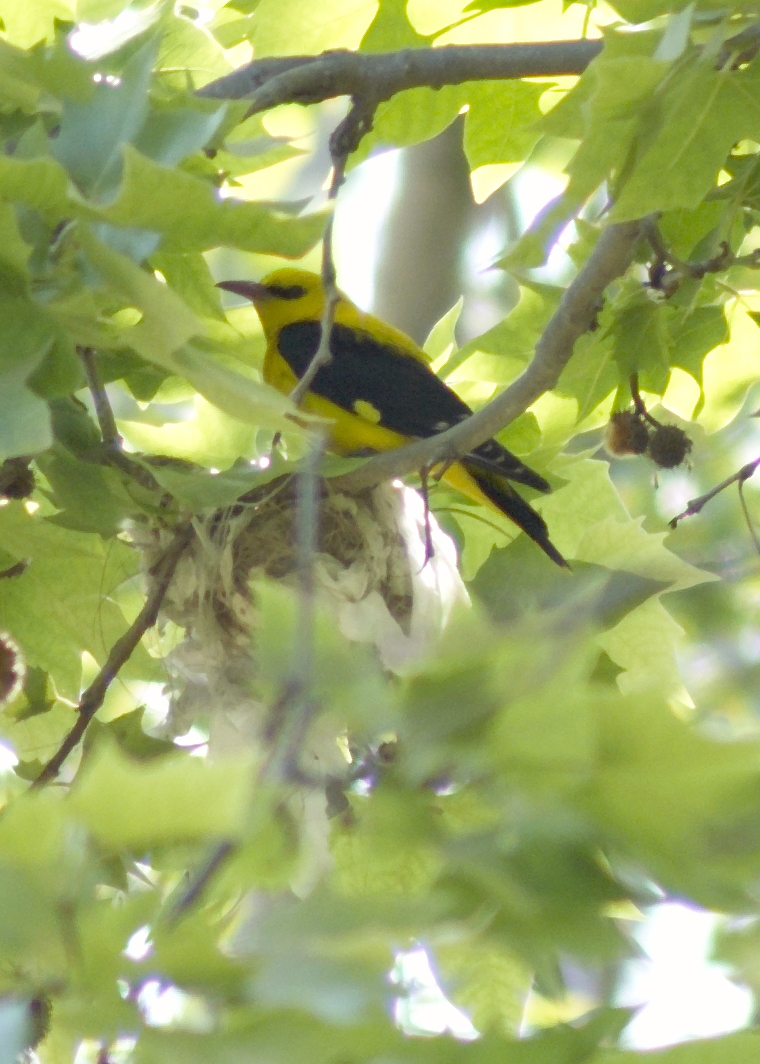
Hane sommargylling vid bo i Barcelona.

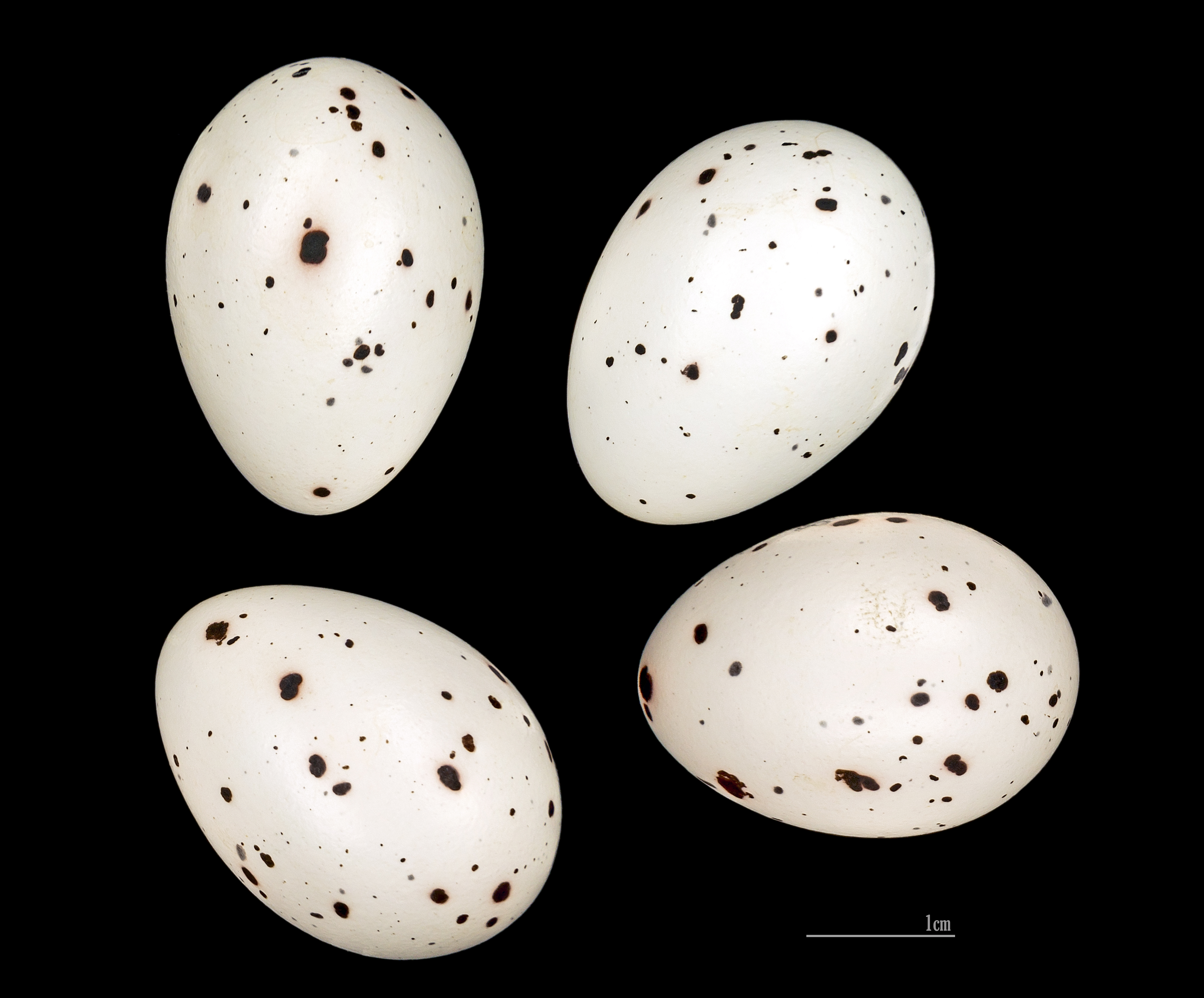
Ägg av sommargylling ur Muséum de Toulouses samling.

## Status och hot
Globalt har sommargyllingen ett stort utbredningsområde och beståndet har en stabil utveckling. Internationella naturvårdsunionen IUCN kategoriserar arten som livskraftig. Världspopulationen uppskattas till mellan 13,4 och 22,5 miljoner könsmogna individer.
Vissa randpopulationer är dock hotade, däribland det svenska beståndet. Numera anses det vara så pass litet att den listas som starkt hotad (EN) i Artdatabankens rödlista. Utifrån antalet revirhållande hanar uppskattas 240 vuxna individer förekomma i landet. Det finns dock inga tecken på betydande populationsförändring. Även i Finland är den rödlistad och i Danmark har beståndet minskat från 200–400 par i början av 1970-talet till endast fem till elva par 2010. I Estland är däremot sommargyllingen en vanlig fågel med mellan 30 000 och 50 000 häckande par. Hot mot arten utgörs av habitatförstöring genom utdikning eller utglesning av undervegetation genom exempelvis betesdjur. Andra hot utgörs av luftföroreningar eller sjukdomar som minskar bladverkens täthet, och sommargyllingen är mycket känslig för störning i början av häckningen. I Sverige tillhör sommargyllingen statens vilt.

## Som symbol
Sommargyllingen ingår i den tyska adelssläkten von Bülows släktvapen, och detta inspirerade den kände tyske humoristen Vicco von Bülow att välja sitt artistnamn Loriot från fågelns franska namn.